# Toyota Princess Cup 1997
Toyota Princess Cup 1997 — тенісний турнір, що проходив на відкритих кортах з твердим покриттям Ariake Coliseum у Токіо (Японія). Належав до турнірів 2-ї категорії в рамках Туру WTA 1997. Турнір відбувся вперше і тривав з 15 до 21 вересня 1997 року. Перша сіяна Моніка Селеш здобула титул в одиночному розряді.

## Фінальна частина

### Одиночний розряд
Моніка Селеш —  Аранча Санчес Вікаріо 6–1, 3–6, 7–6(7–5)
- Для Селеш це був 3-й титул в одиночному розряді за сезон і 41-й — за кар'єру.

### Парний розряд
Моніка Селеш /  Ай Суґіяма —  Жюлі Алар-Декюжі /  Чанда Рубін 6–1, 6–0
- Для Селеш це був 4-й титул за сезон і 46-й — за кар'єру. Для Суґіями це був 2-й титул за сезон і 5-й — за кар'єру.